# Gerry Davey
Pour les articles homonymes, voir Davey.
Temple de la renommée britannique : 1949
John Gerald Davey, dit Gerry Davey, (né le 5 septembre 1914 à Port Arthur (Ontario), mort le 12 février 1977 dans le comté d'Orange (Floride)) est un joueur britannique de hockey sur glace.

## Carrière
Davey est né à Port Arthur (Ontario), alors qu'il affirme parfois lui-même être né à Barking, en Angleterre et que sa famille émigre au Canada alors qu'il est enfant. Davey apprend le hockey à Elmwood (Winnipeg) dans le club des Midgets. 
Quand il a 16 ans, la mère de Davey part avec lui en Angleterre en 1931. Il obtient une place au Princes Ice Hockey Club, club de l'English league. Après une courte période avec le Zürcher SC en Suisse, il retourne au Royaume-Uni pour jouer avec Streatham en 1933 puis les Falkirk Lions dans la Scottish National League entre 1938 et 1940, qu'il  entraîn également en 1938–1939.
Pendant la Seconde Guerre mondiale, Davey se joint à la Marine royale canadienne et continue à jouer au hockey sur glace dans la Toronto Services League.
Après la guerre, en 1946, Davey retourne en Angleterre, le pays de son épouse, à Streatham, où il commence à jouer en défense après avoir joué à l'aile droite. Davey rejoint les Wembley Lions pour la saison 1947–1948. Davey devient arbitre avant de revenir jouer pendant un bref passage au cours de la saison 1949-1950 avec les Streatham Royals dans l'Intermediate League.
On estime qu'avant la guerre, il a marqué plus que les 98 buts et 41 passes enregistrés. De 1946 à 1948, les statistiques de Davey indiquent 73 buts et 34 passes pour 107 points en 102 matchs avec seulement 36 minutes de pénalité.
À son arrivée en Angleterre, Davey a un impact immédiat avec le club des Princes et est sélectionné pour jouer l'équipe de Grande-Bretagne pour le Championnat d'Europe 1932 à Berlin. L'équipe termine le tournoi en septième position ; Davey marque sept des onze buts de l'équipe.
Davey est de tous les tournois internationaux entre 1932 et 1939, notamment Jeux olympiques d'hiver de 1936 à Garmisch-Partenkirchen. Tombé malade, Davey est rétabli pour marquer 40 secondes après le début du match décisif contre le Canada, que la Grande-Bretange remporte 2-1. Dans cette compétition, il marque sept buts, dont un triplé contre la Tchécoslovaquie.
Il appartient aussi à l'équipe lors des championnats d'Europe et du monde en 1937 (médaille d'or européenne et médaille d'argent mondiale) et 1938 (médaille d'or européenne et médaille d'argent mondiale).
Après la Seconde Guerre mondiale, Davey est présent dans l'équipe britannique aux Jeux olympiques d'hiver de 1948 à Saint-Moritz, où elle termine à la sixième place.
Davey marque un total de quarante-cinq buts pour l'équipe nationale britannique en quarante-six matchs, un record qu'il détient depuis.
Il entre dans le Temple de la renommée du hockey britannique en 1949.
Davey joue également au baseball et remporte le titre de champion britannique de 1936 au sein de l'équipe de White City.